# Канзейна
Канзейна — река в России, протекает по территории Пенжинского района на северо-западе Камчатского края.
Длина реки — 25 км.
Канзейна начинается с южных склонов Снежного хребта между горами Канзейна (высотой 668 м) и Ананычин (высотой 780 м). Генеральным направлением течения реки является юг. Впадает в Пенжинскую губу Охотского моря северо-западнее острова Обрывистый (Ойнеле).

## Данные водного реестра
По данным государственного водного реестра России относится к Анадыро-Колымскому бассейновому округу. Код водного объекта — 19100000112120000052375.